# Angelo Peruzzi (vescovo)
Angelo Peruzzi (Mondolfo, ... – 1600) è stato un vescovo cattolico italiano.

## Biografia
Nacque a Mondolfo, nella diocesi di Senigallia, figlio di un certo Bernardino. Avviato fin da bambino alla vita sacerdotale, si laureò in utroque iure presso l'Università di Bologna nel 1554. È documentato che fece parte della Confraternita dei confortatori di Santa Maria della Morte di Bologna almeno dal 29 ottobre 1558 e fino al 1570, anche se, dato che doveva assentarsi da Bologna per un lungo periodo, a partire dal 1º novembre 1558 con atto notarile si fece sostituire nelle cause civili che aveva in corso dai procuratori Cristoforo Pensabene, Evangelista de Villis e Giovan Battista de Lectis.
Su segnalazione del cardinale Gabriele Paleotti, il 5 novembre 1572 fu nominato vescovo da papa Gregorio XIII e il 28 dicembre successivo fu consacrato proprio dal Paleotti vescovo di Cesarea di Bitinia in partibus e allo stesso tempo anche vescovo ausiliare di Bologna. A partire dal 1575 fu visitatore apostolico di numerose diocesi italiane: Mantova (1575-76), Pavia (1576),  Pistoia (1582-83), Arezzo (1583), Luni e Sarzana (1584),  Torino e Asti (1585). Il 3 aprile 1581 fu eletto vescovo di Sarsina su raccomandazione del Paleotti.
Morì nel 1600.

## Genealogia episcopale
La genealogia episcopale è:
- Arcivescovo Filippo Archinto
- Papa Pio IV
- Cardinale Giovanni Antonio Serbelloni
- Cardinale Carlo Borromeo
- Cardinale Gabriele Paleotti
- Vescovo Angelo Peruzzi

## Opere[1]
- Lettera de gl'avvertimenti et ammonitioni fatte dal reverendissimo monsignor A. P. vescovo di Cesaria et visitator apostolico al popolo della citta, et diocesi di Pauia, Pavia, G. Bartoli, 1576.
- Decreta generalia edita per reveren.mum dominum d. Angelum Perutium Dei, et Apostolicae Sedis gratia episcopum caesarien. inclytae ciuitatis Bononiae suffraganeum, ac in ciuitate, et dioec. Papien. visitatorem apostolicum anno domini 1576, Bononiae, typis Alexandri Benatii, 1577.
- Decreta generalia edita per reuerendissimum d. Angelum Perutium Dei, et apostolicae sedis gratia Sarsinatensem episcopum, et comitem, in visitatione ciuitatis, et dioecesis Taurinensis et aliorum locorum exemptorum ex ordine, et speciali mandato sanctiss. d.n.d. Gregorij diuine prouidentia papae 13. sui pontificatus felicissimi anno 13, Taurini, apud haeredem Nicolai Bevilacquae, 1585.
- Decreta generalia reuerendissimi d. Angeli Perutii Dei, et apostolicae sedis gratia Sarnetensis episcopi, et ex speciali mandato felicis recordationis Gregorij 13. Visitatoris pedemontanae prouinciae, nunc sanctissimi d.n.d. Sixti Papae 5. iussu impressa, et promulgata, Taurini, apud haeredem Nicolai Beuilaquae, 1586.
- Lettera pastorale di monsig. reuerendiss. A. P. vescovo di Sarsina al popolo della sua città e diocese intorno alla disciplina del viuere christiano, in Bologna, nella stria di Vittorio Benacci, 1592.